# Les Ponts-de-Martel
Les Ponts-de-Martel (toponimo francese) è un comune svizzero di 1 239 abitanti abitanti del Canton Neuchâtel.

## Geografia fisica

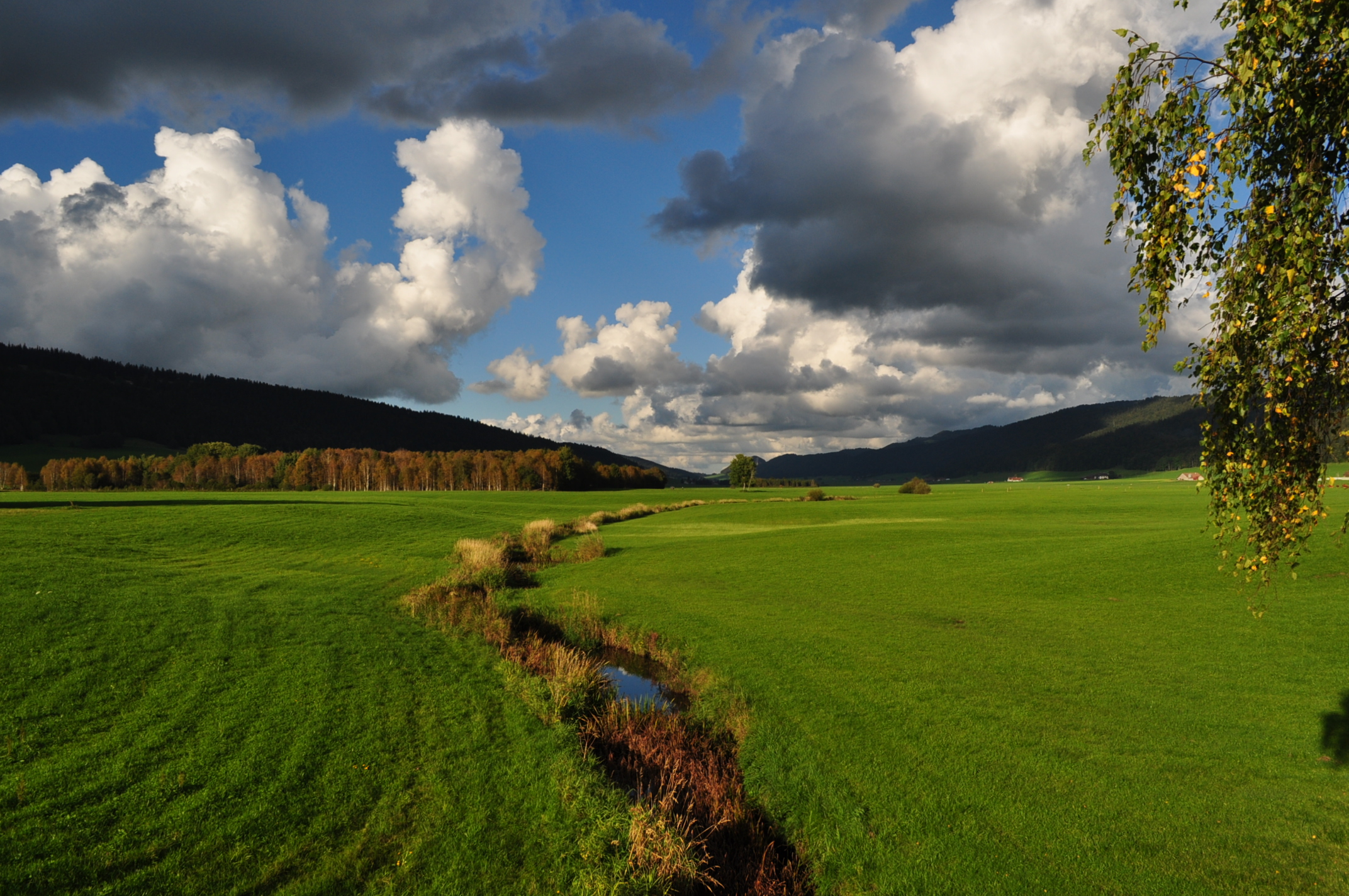
La valle di Sagne e Ponts-de-Martel

Il territorio di Les Ponts-de-Martel si estende sul massiccio del Giura sul versante settentrionale della valle di Sagne e Ponts-de-Martel.

## Storia
Il comune di Les Ponts-de-Martel è stato istituito nel 1786; nel 1920-1922 la frazione di Le Joratel è stata scorporata dal suo territorio e assegnata a quello di Brot-Plamboz.

## Monumenti e luoghi d'interesse
- Chiesa parrocchiale riformata, eretta nel 1636 e ricostruita nel 1844[3].

## Società

### Evoluzione demografica
L'evoluzione demografica è riportata nella seguente tabella:
Abitanti censiti

## Economia

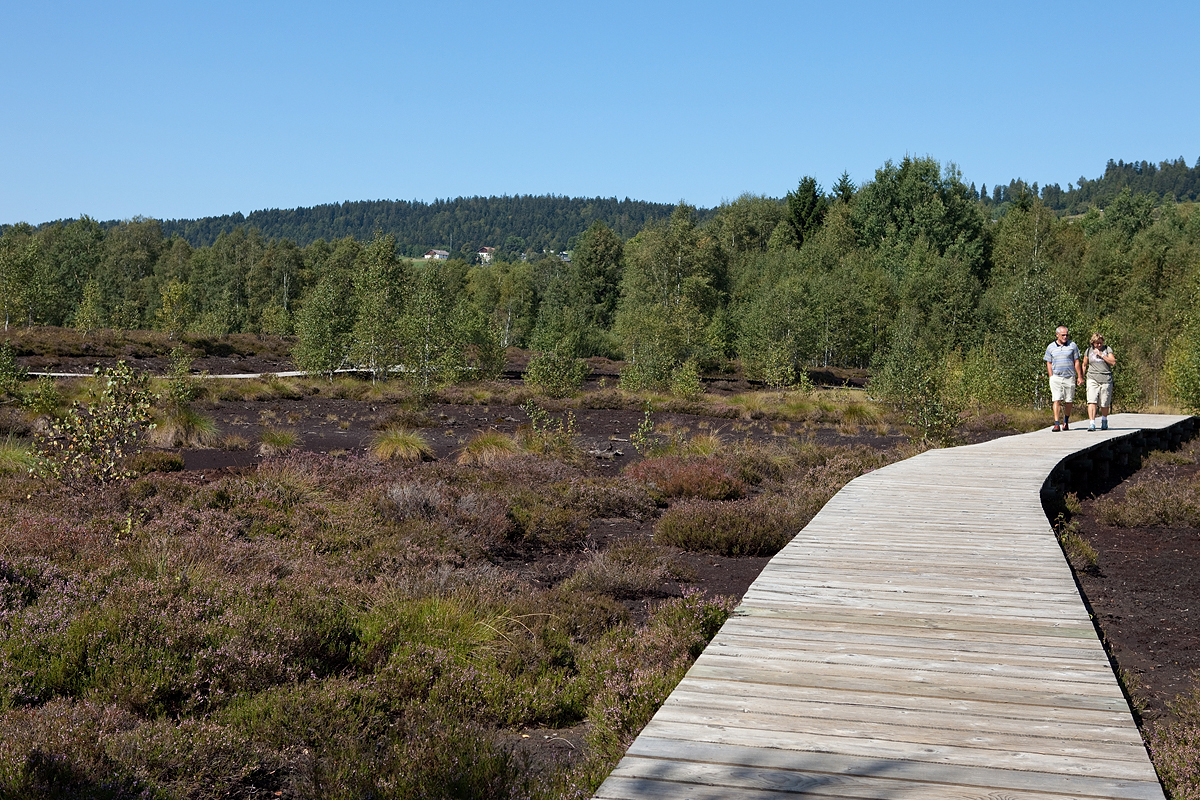
Il sentiero didattico della torbiera del Marais-Rouge

L'economia locale si basa prevalentemente sull'agricoltura e sul turismo naturalistico (paludi, antiche torbiere).

## Infrastrutture e trasporti
Les Ponts-de-Martel è servito dall'omonima stazione, capolinea della ferrovia per La Chaux-de-Fonds,  e da quelle di Petit-Martel-Est, di Petit-Martel e di Le Stand; il passo di La Tourne collega via strada il paese con Corcelles e Montmollin.